# Luis Hurtado de Mendoza, IV marqués de Mondéjar
Luis Hurtado de Mendoza (Granada, 1543 – Valladolid, 4 de noviembre de 1604), fue IV marqués de Mondéjar, V conde de Tendilla, Capitán General de Granada y alcaide de La Alhambra.

## Biografía
Era primogénito de Íñigo López de Mendoza —hijo de Luis Hurtado de Mendoza y Pacheco— y de María de Mendoza y Aragón —hija del IV duque del Infantado, Íñigo López de Mendoza y Pimentel—. Fue iniciado por su padre en las Letras y las artes liberales, y completó su formación asistiendo a la Corte del príncipe Carlos, hijo de Felipe II.
En 1560 debió acudir al llamamiento para ir al reino de Granada y reemplazar a Íñigo López, su padre, en los cargos y responsabilidades que allí ostentaba. En 1562 este último regresó de Roma y solicitó al rey que, en vista de los servicios prestados y los gastos que su estancia allí le habían ocasionado, y de la buena gestión que su hijo había llevado a cabo en Granada, le concediera a este las tenencias que él poseía en el reino de Granada. Así lo consintió el monarca español, por una cédula del 9 de marzo de 1562 que ordenaba:

(...) que de aquí en adelante por quanto fuese nuestra voluntad, vos el dicho Don Luis Hurtado de Mendoza seais nuestro Alcayde y tenedor de las dichas fortalezas del Alhambra, Vivataubin y Mauror, y lleveis en cada un año con la tenencia de ellas el mismo salario, derechos y otras coas que el dicho conde vuestro padre tenia, y llevaba, y os sean guardadas todas las preeminencias y prerrogativas que a el se guardauan (...)
Cédula del 9 de marzo de 1562.

Durante la rebelión de las Alpujarras permaneció en la ciudad granadina con todo lo necesario para controlar a la población morisca del barrio del Albaicín. También comandó una compañía de soldados al estallar la guerra de Portugal.
En 1585 se lo acusó de asesinar a su mozo de cámara. A pesar de que se defendió redactando un memorial, terminó prisionero en el castillo de Chinchilla. Fue liberado recién con la llegada al trono de Felipe III, tras las peticiones de su familia y haberse comprobado la falsedad de los hechos.
Luego de este episodio no regresó a Granada, sino que permaneció en la Corte. Allí, en Valladolid, falleció el 4 de noviembre de 1604. Su cuerpo fue trasladado al convento de San Antonio de Mondéjar, donde ya se encontraban enterrados su abuelo y su padre.

## Descendencia y sucesión
Luis Hurtado de Mendoza contrajo matrimonio en dos ocasiones:
- Con Catalina de Mendoza, enlace que, al ser entre primos, requirió sendas dispensas papales: la de consanguinidad y afinidad, que fueron dadas por el papa Pío V el 28 de marzo de 1566, y la de espiritualidad, expedida el 15 de octubre del mismo año por el cardenal Carlos Borromeo.

Nació su único hijo, Íñigo López de Mendoza, que sucedió como V marqués de Mondéjar y VI conde de Tendilla.
- Con Beatriz de Dietrichstein y Cardona, dama de la reina Margarita. No hubo hijos de este matrimonio.